# CERF
CERF (Computers and Electronics Romanian Fair) este o expoziție de IT din România organizată de compania Expotek.
Prima ediție CERF a fost organizată în anul 1992, fiind prima expoziție de profil și cel mai mare eveniment de IT&C din România.
La început, CERF a avut circa 1.000 de metri pătrați și 20 de firme expozante, ajungând în 2007 la 14.000 de metri pătrați și peste 150 de participanți.
Printre firmele participante la CERF 1992 se numărau Xerox – Rom Team Solutions, MBL Computers și Altrom.
Firma americană Comtek, inițiatorul organizării primei ediții CERF din 1992, a vândut toate afacerile deținute în Europa de Est, Expotek fiind firma care a cumpărat drepturile de organizator al CERF.
În anul 2008 au fost expuse peste 600 de mărci în 130 de standuri pe 13.000 mp, care au cuprins secțiunile comunicații, soluții și sisteme IT, produse electronice și soluții IT pentru afaceri și distribuție, iar numărul de vizitatori a fost de peste 55.000.
În anul 2007, evenimentul a avut loc în perioada 9 - 13 mai iar numărul vizitatorilor a fost de 60.000.
În anul 2005, au fost prezente 500 de mărci pe o suprafață de 12.000 mp și a avut 80.000 de vizitatori
iar expoziția a avut loc în perioada 20 - 24 aprilie